# أمينة فاخت
أمينة فاخت (من مواليد باردو في ماي 1968)، هي إحدى أبرز المغنيات التونسيات. كانت بدايتها في الثمانينات ثم سافرت في بداية التسعينات إلى مصر حين لحن لها بليغ حمدي أغنية «أنا هويت». عادت إلى تونس بعد ثلاثة سنوات. غنت على ركح مسرح قرطاج الأثري سنة 1999، ثم سنة 2004 مع الموسيقار الفرنسي ستيفان برتران. تمتاز بحضور ركحي كبير مما يثير حفيظة المحافظين في أحيان عدة. متزوجة من لاعب كرة السلة عطيل عويج.
```
أشخاص اهتموا بموهبتها:
```

- موسيقار تونس عبد الحميد بنعلجية: اكتشف أمينة، وأصبحت عضوة في فرقة مدينة تونس.
- نجيب الخطاب: خصص لها في برنامج سهرة على الفضائية سهرات خاصة بها.
- سيد مكاوي الملحن المصري الكبير حيث قدم لها أغنيته «الليل» لتعيد الفنانة غنائها ولتشتهر بمعظم الدول العربية.

## ألبوماتها
- أنت مرادي
- إله الكون
- ماحصلتش
- ولا مرة
- سلطان حبك
- مستغربين

## وصلات خارجية
- موقع أمينة فاخت الرسمي
- أغاني أمينة فاخت في موقع إذاعة تونس

وحياتك ياحبيبى لسيد مكاوى